# نايف الزعبي
نايف الزعبي (18 ديسيمبر 1968- ) فنان أردني ومطرب، ملحن، مؤلف وباحث موسيقي.

## النشأة والدراسة
نشأ في مدينة الرمثا وتلقى تعليمه الابتدائي والاعدادي والثانوي فيها، وكان من الطلاب المتفوقين دراسياً، وممارساً للانشطة الرياضية والفنية في المدارس وتلقى تعليمه الموسيقي في المرحلة الابتدائية من طفولته على يد استاذه موفق ذيابات الذي تعلم منه قراءة وكتابة النوتة الموسيقية، وغناء الموشحات وكذلك العزف على آلة الاكورديون ثم آلة العود. ثم انتقل إلى مرحلة التعليم الجامعي وحصل على شهادته الجامعية الأولى (بكالوريوس موسيقى) من جامعة اليرموك - إربد/ الأردن في العام 1991.وحصل على الدبلوم العالي في علوم الموسيقى العربية من المعهد العالي للموسيقى العربية - اكاديمية الفنون، جمهورية مصر العربية القاهرة عام 2012.
ثم حصل على الماجستير بتقدير امتياز من المعهد العالي للموسيقى العربية - اكاديمية الفنون، جمهورية مصر العربية القاهرة عام 2014.رسالة بعنوان: «البناء الفني للغناء الشعبي الأردني».

## أعماله الغنائية
- ابن الأصول 1997: يضم 8 اغيات: 1- ابن الأصول 2- متحلمينيش 3- حسيبك لليالي 4- فرصة عمرك 5- مرتاحلك 6- رحتم طولتم (باللهجة المصرية) 7- هو عمر (باللهجة السورية) 8- انا ماسمع (باللهجة البدوية الأردنية) معضمها من الحانة وشاركه بالتلحين شاكر الموجي ومحمد عزيز. اما الكلمات فكانت لإبراهيم الدرواني، عبد المنعم طه، علي الشوابكة، بخيت بيومي، محمد شعبان، أحمد شتا، ومصطفى الحاج. والتوزيع الموسيقي ل يحيى الموجي ووليد فايد. والالبوم من إنتاج الفنان وتم توزيعه من خلال شركة فرسان في الخليج العربي، وفي مصر بعد نسخه تم ايقاف توزيعه من خلال شركة عالم الفن - محسن جابر.
- الأرض 1999: يضم 8 أغنيات من الحانة والكلمات لثلاثة شعراء مصريين كبار: (أحمد فؤاد نجم - الأرض، السلام1، السلام[1] 2، آدم[2]، ايزيس[3]، البنت زوزا[4])، و(أمل دنقل - لم نولد[5]) و(إبراهيم عبد الفتاح - يا صديقي). والألبوم من إنتاج منظمة الصليب الأحمر الدولي بماسبة مرور خمسون عام على تأسيسه.
- حبيب الروح 2010: يضم 10 اغنيات جميعها من الالحان الشعبية الأردنية، والكلمات للشاعر الشعبي فاضل الزعبي (أبو العباس) باللهجة المحلية المحكية في شمال الأردن ومنطقة سهول حوران. اما الرؤية الفنية والتوزيع الموسيقي فهي للفنان نايف الزعبي، وتم التنفيذ والميكساج بمشاركة وباستوديوهات *المايسترو ناصر الاسعد، *والفنان بودي نعوم - بيروت/ لبنان.
- أغنية ليه يا دنيا[6] 1989: من كلمات والحان وتوزيع الفنان نايف الزعبي، وتنفيد الفرقة الماسية/ مصر، صولو الكمان للفنان فؤاد رحيم، صولو الأورغ للفنان هاني مهنا، تم تسجيلها في ستوديو سمير بغدادي بالقاهرة بحضور الفنانة المغربية سميرة سعيد، ومذيعة مونتيكارلو الدولية فريدة الشوباشي.
- أغنية انا عاشق: كلمات الشاعر المصري عاصم حسين، الحان وتوزيع نايف الزعبي، صولو أورغ الفنان الأردني رامي الأدهم.

## فيديو - اغاني ولقاءات تليفزيونية
قناة يوتيوب الخاصة بالفنان نايف الزعبي 
فيديو كليب أغنية ابن الأصول للمخرج سعيد حامد، ومشاركة الممثلة منى زكي وصمم الاستعراضات عاطف عوض.
فيديو كليب أغية متحلمينيش من إخراج مهند الصفدي وجمانة بركات ومشاركة المذيعة رندة كراجة كموديل،
فيديو كليب حبيبتي إخراج هاشم مشاعله وتم تصويرها في مدية البتراء الأردنية (إحدى عجائب الدنيا السبع).
فيديو كليب صويحبي تم تصويرها بين وادي رم ومحمية ضانا - الأردن.
حبيب الروح حفل الكويت: وهو مأخوذ من حفل حي مباشر في الكويت على مسرح الدسمة في حفل الختام لمهرجان القرين الثقافي عام 2010